# Карро (Франция)
Карро (фр. Carros) — коммуна на юго-востоке Франции в регионе Прованс — Альпы — Лазурный берег, департамент Приморские Альпы, округ Грас, кантон Ницца-3. До марта 2015 года коммуна являлась административным центром упразднённого кантона Карро (округ Грас).
Площадь коммуны — 15,11 км², население — 11 379 человек (2006) с тенденцией к стабилизации: 11 497 человек (2012), плотность населения — 760,9 чел/км².

## Население
Население коммуны в 2011 году составляло — 11 462 человека, а в 2012 году — 11 497 человек.
| 1962 | 1968 | 1975 | 1982 | 1990  | 1999  | 2006  | 2011  | 2012  |
| ---- | ---- | ---- | ---- | ----- | ----- | ----- | ----- | ----- |
| 761  | 963  | 4197 | 8457 | 10747 | 10710 | 11379 | 11462 | 11497 |

Динамика численности населения:

## Экономика
В 2010 году из 7692 человек трудоспособного возраста (от 15 до 64 лет) 5695 были экономически активными, 1997 — неактивными (показатель активности 74,0 %, в 1999 году — 69,3 %). Из 5695 активных трудоспособных жителей работали 5111 человек (2714 мужчин и 2397 женщин), 584 числились безработными (257 мужчин и 327 женщин). Среди 1997 трудоспособных неактивных граждан 664 были учениками либо студентами, 645 — пенсионерами, а ещё 688 — были неактивны в силу других причин.
На протяжении 2010 года в коммуне числилось 4139 облагаемых налогом домохозяйств, в которых проживало 11 515,0 человек. При этом медиана доходов составила 18 тысяч 741 евро на одного налогоплательщика.